# Władysław Siakiewicz
Władysław Siakiewicz vel Władysław Szalapa pseud. Mruk, Sójka (ur. 10 stycznia 1918 w Podbłociu (województwo białostockie), zm. 14/15 września 1943 nad Esbjerg (Dania)) – żołnierz Armii Andersa i Polskich Sił Zbrojnych, oficer Armii Krajowej, podporucznik łączności czasu wojny, cichociemny.

## Życiorys
Był synem Piotra i Marii z domu Piekarzec. W 1939 roku ukończył 2. klasę średniej szkoły leśnej oraz dwuletni kurs Przysposobienia Wojskowego. We wrześniu 1939 roku nie był zmobilizowany. 23 kwietnia 1940 roku został aresztowany podczas próby przekroczenia granicy i zesłany w głąb ZSRR. Po podpisaniu układu Sikorski-Majski, w marcu 1942 roku wstąpił do Armii Andersa i otrzymał przydział do 7 Dywizji Piechoty, a następnie do 8 Batalionu Saperów 8 Dywizji Piechoty. Jednocześnie uczył się w szkole podchorążych. We wrześniu 1942 roku został przeniesiony do Wielkiej Brytanii i przydzielony do Sekcji Dyspozycyjnej Naczelnego Wodza.
Zgłosił się do służby w kraju. Po przeszkoleniu w łączności radiowej został zaprzysiężony 10 lipca 1943 roku w Oddziale VI Sztabu Naczelnego Wodza. Zginął w czasie lotu do Polski w nocy z 14 na 15 września 1943 roku, w samolocie zestrzelonym nad Danią.

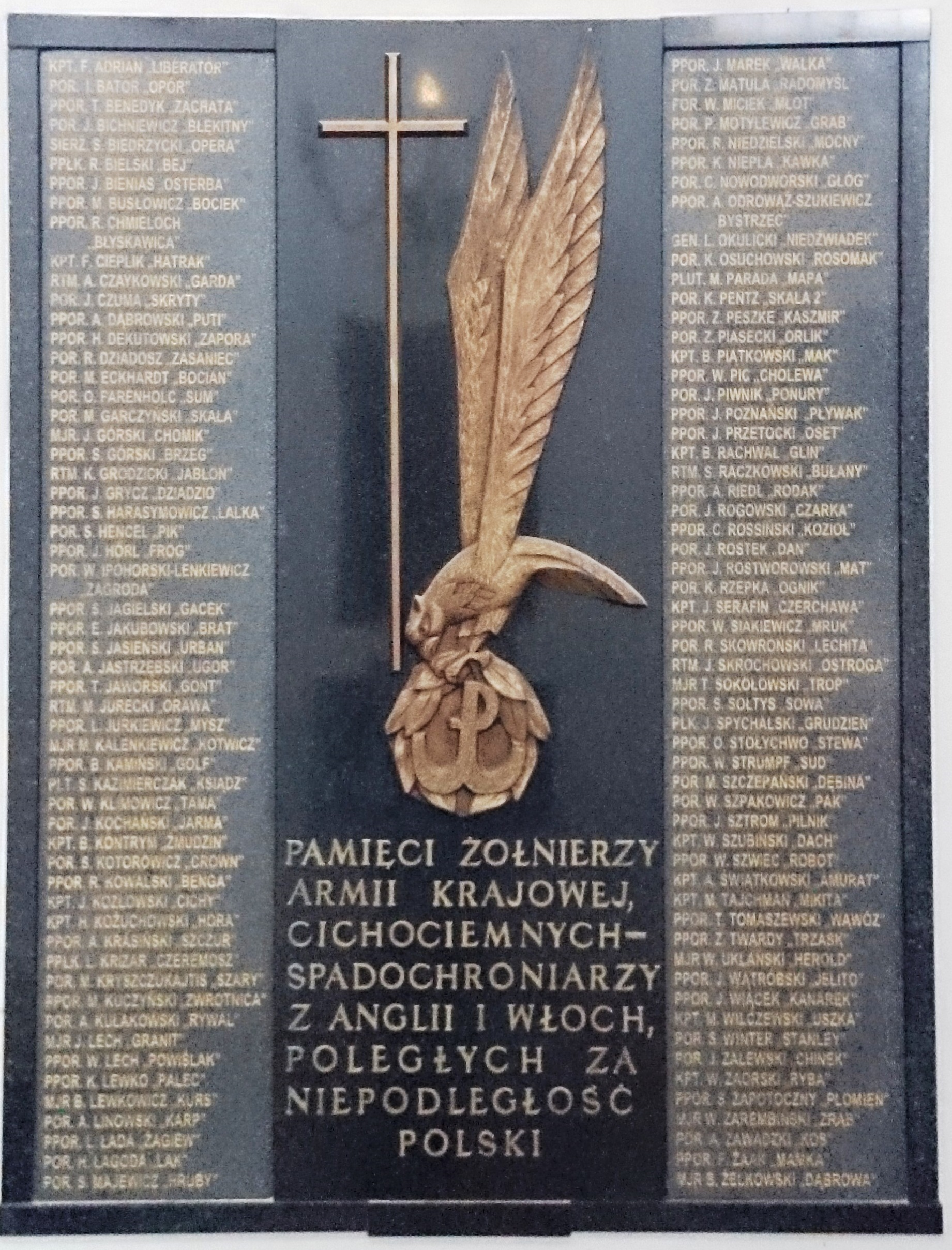
Tablica w kościele św. Jacka w Warszawie, upamiętniająca poległych cichociemnych, w tym Władysława Siakiewicza

## Odznaczenia
- Krzyż Walecznych – czterokrotnie, w tym raz pośmiertnie, 11 listopada 1943 roku
- Srebrny Krzyż Zasługi z Mieczami – pośmiertnie.

## Upamiętnienie
W lewej nawie kościoła św. Jacka przy ul. Freta w Warszawie odsłonięto w 1980 roku tablicę Pamięci żołnierzy Armii Krajowej, cichociemnych – spadochroniarzy z Anglii i Włoch, poległych za niepodległość Polski. Wśród wymienionych 110 poległych cichociemnych jest Władysław Siakiewicz.